# Catedral de la Epifanía de Moscú
La catedral de la Epifanía en Yelójovo (del ruso: Богоявленский собор в Елохове) en Moscú, es una de las catedrales ortodoxas de la capital rusa. Desde 1938 a 1991, fue la iglesia sede del Patriarca de Moscú y de todas las Rusias.

## Historia

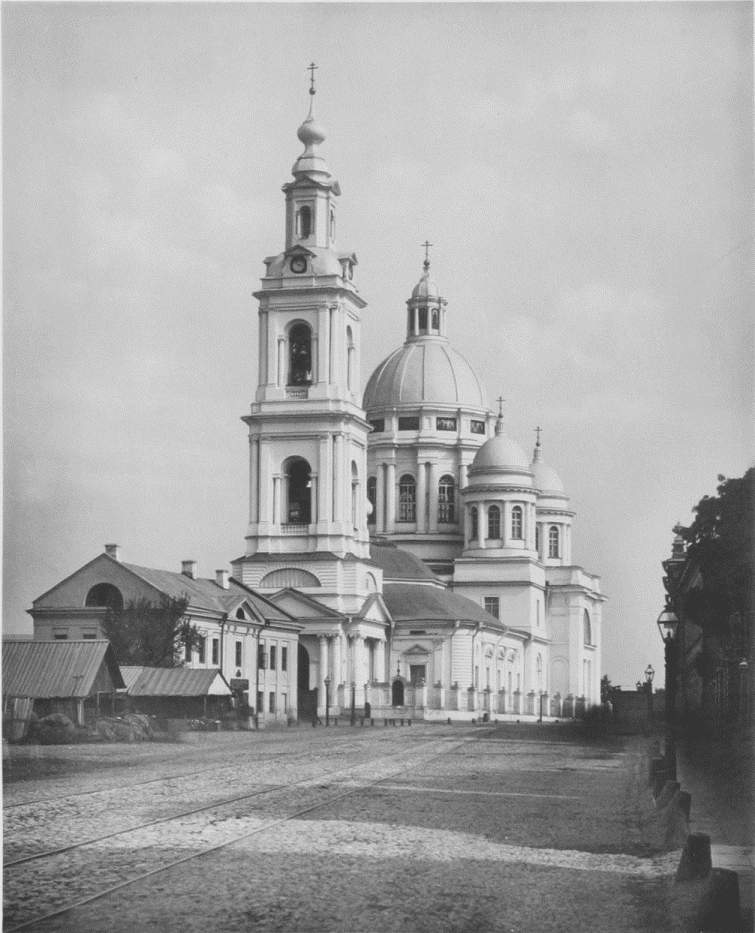
La catedral en 1882

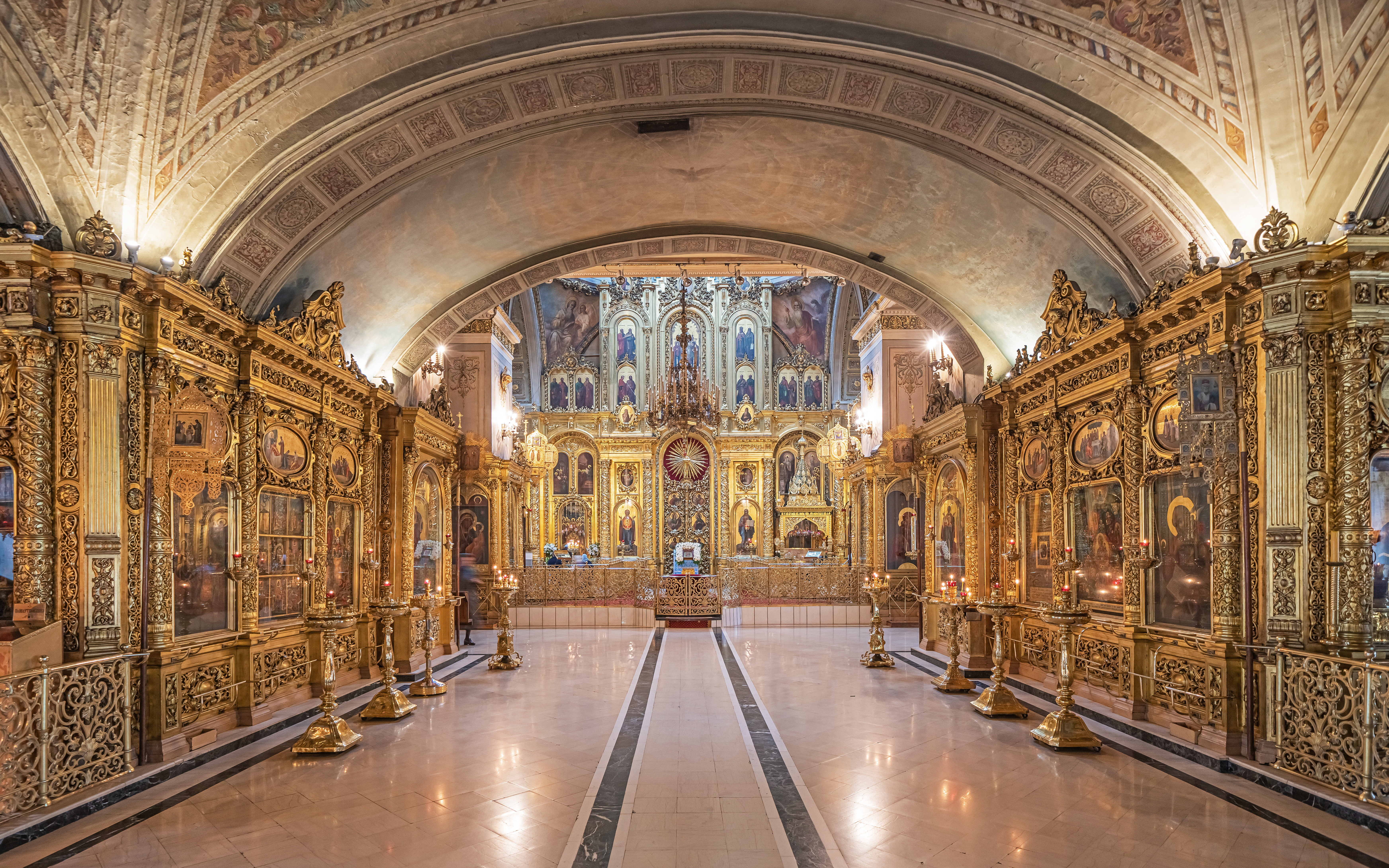
Interior de la catedral

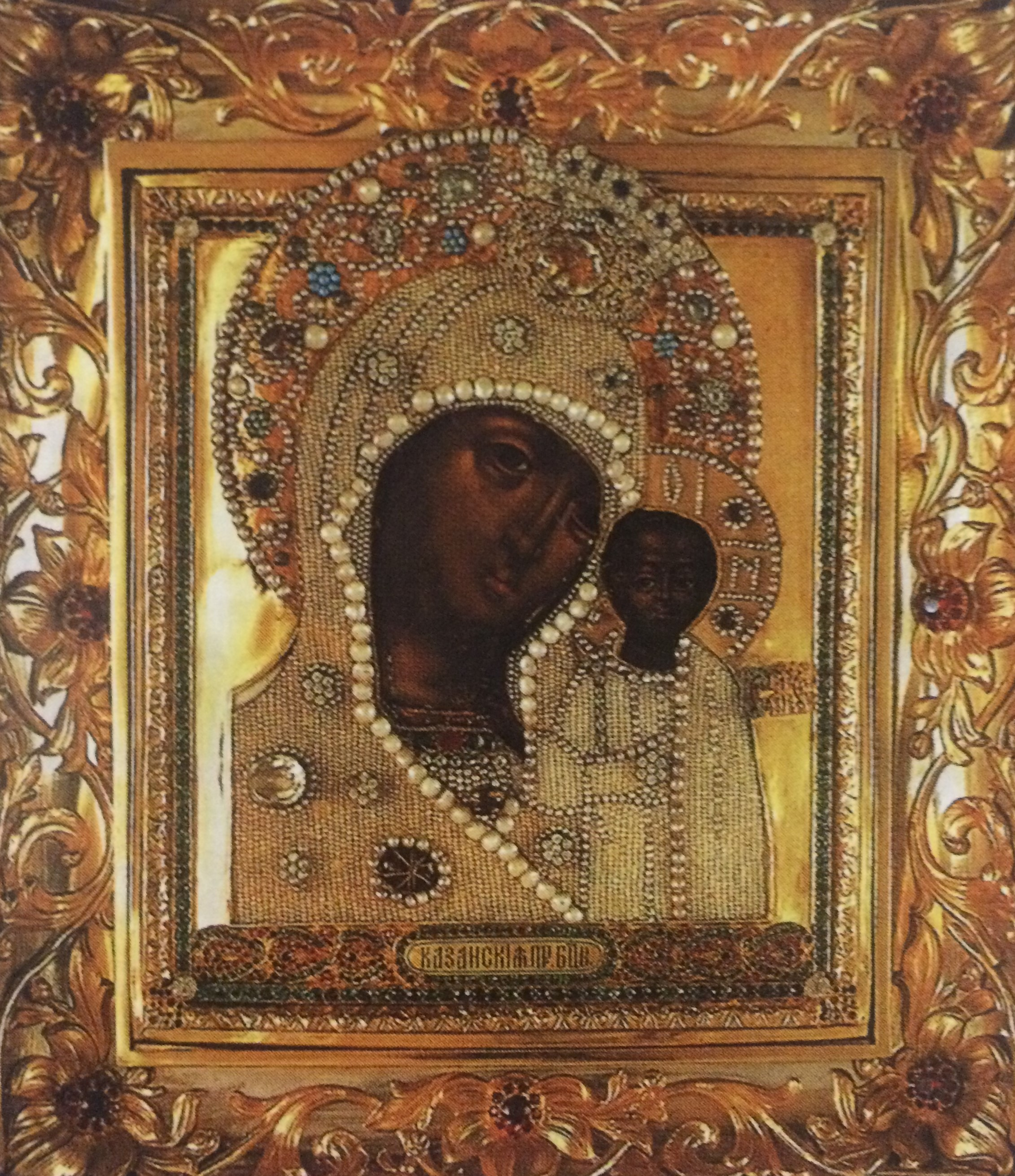
Icono de Nuestra Señora de Kazán, procedente de la antigua catedral de Kazán de Moscú, desde 1930 se encuentra en la catedral en Yelójovo

Hubo una primera iglesia levantada en este lugar en el primer cuarto del siglo XVIII, donde fue bautizado Aleksandr Pushkin en 1799. A fines de dicho siglo le fue añadido un campanario de cuatro pisos. El actual edificio es obra de Yevgraf Tyurin (1793-1875) y fue construido entre 1837 y 1845 siguiendo, en líneas generales y con cierto eclecticismo, las formas del Estilo Imperio. El interior, de extraordinaria exuberancia decorativa fue restaurado y embellecido en 1912. El altar mayor está dedicado a la Epifanía del Señor, y los altares laterales, a san Nicolás de Bari y a la Anunciación.
Durante la época soviética, el cierre al culto de las catedrales del Kremlin, y la demolición de la catedral del Cristo Salvador (1931), la catedral de Kazán de Moscú (1936) y la catedral de Dorogomílovo (1938), determinaron que la catedral de la Epifanía, la iglesia de mayor tamaño de la ciudad aún indemne y en uso, se convirtiera en sede del Patriarcado de Moscú. En dicha condición y durante este período, la entronización de todos los Patriarcas de Moscú  tuvo lugar allí. 
En la década de los años 1970, la iglesia fue restaurada de nuevo. En su interior están enterrados dos Patriarcas de Moscú: Sergio I y Alejo II.

## Galería de imágenes

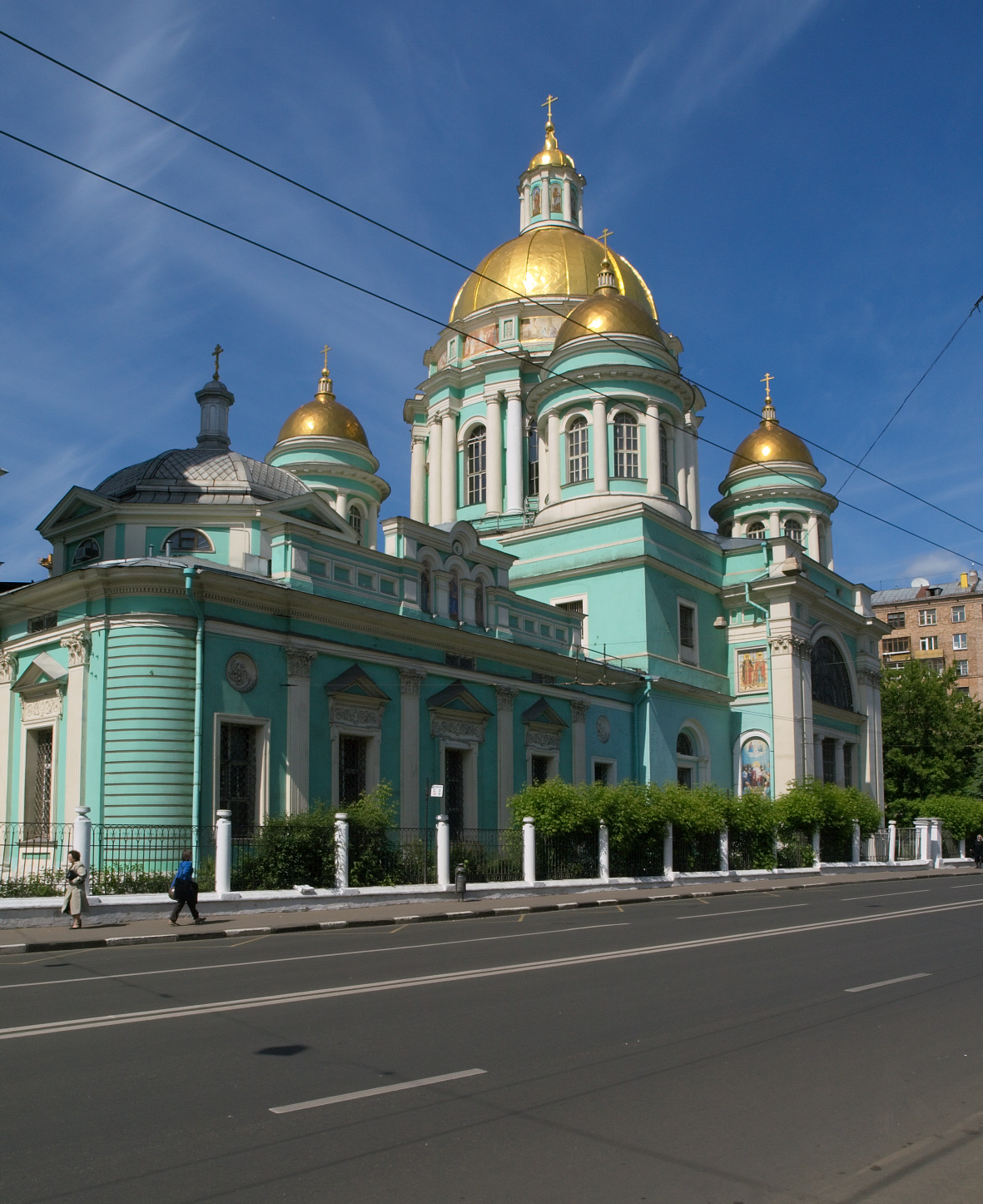
La catedral
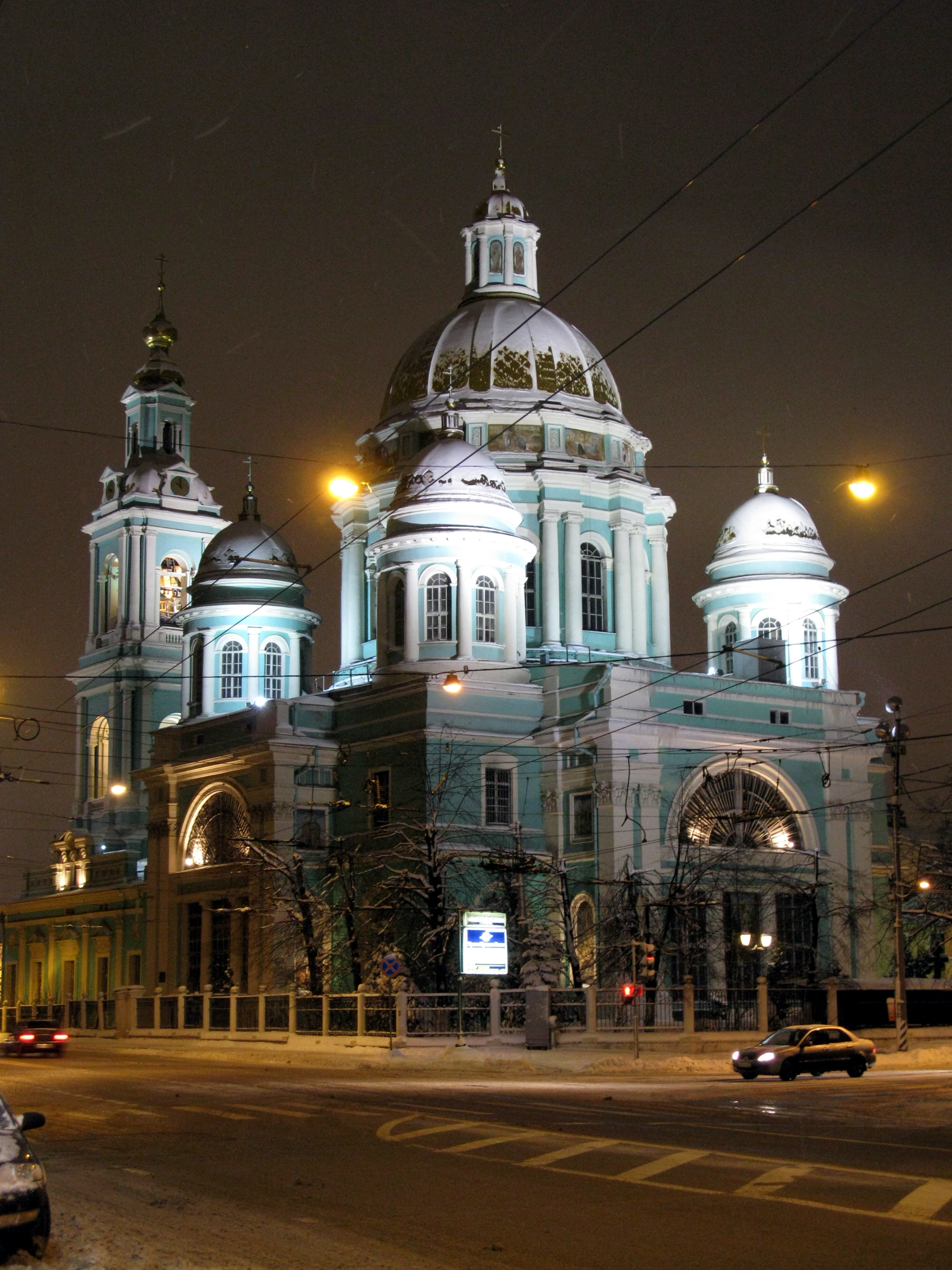
Vista nocturna
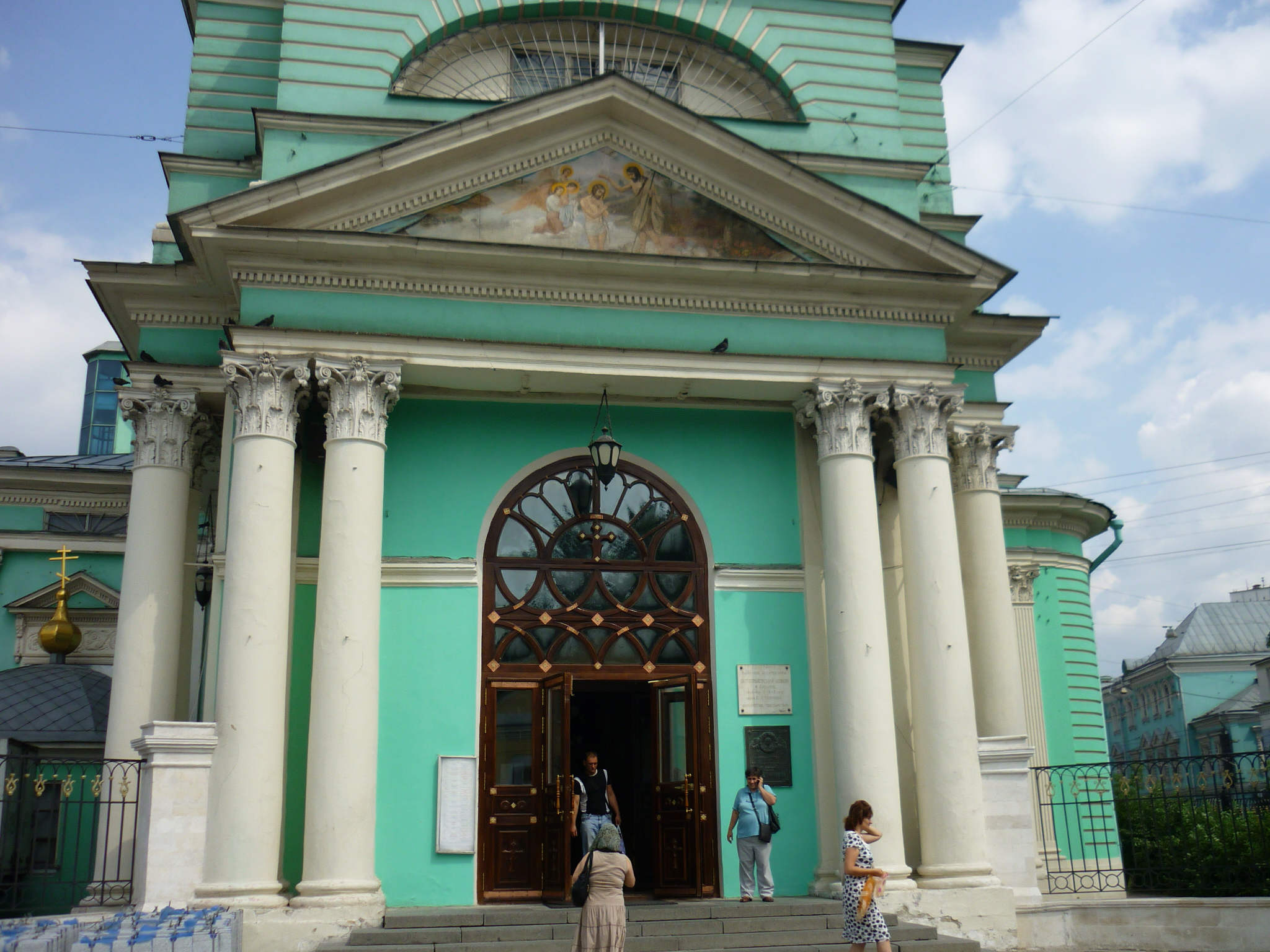
Entrada
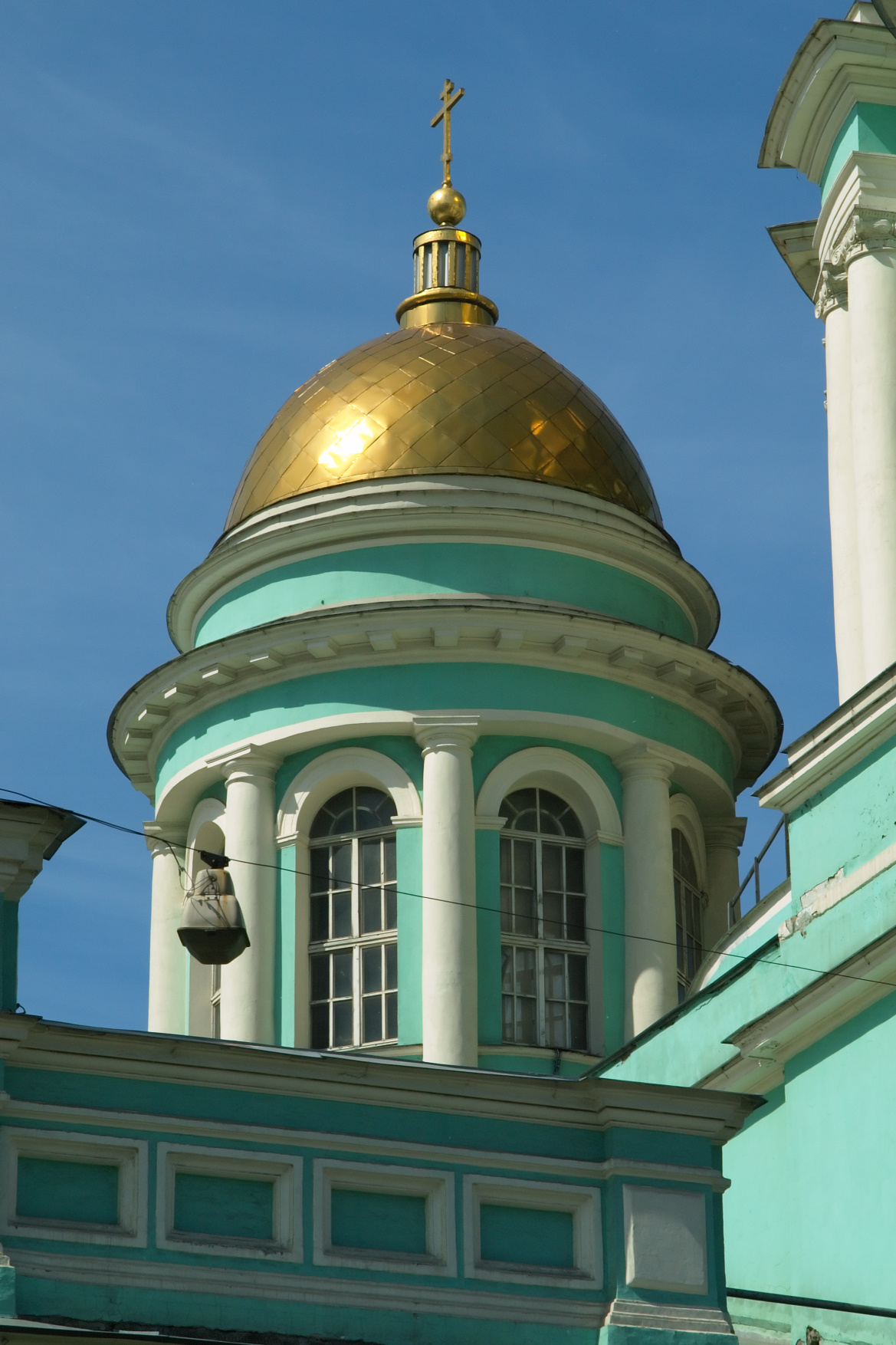
Una de las cúpulas menores
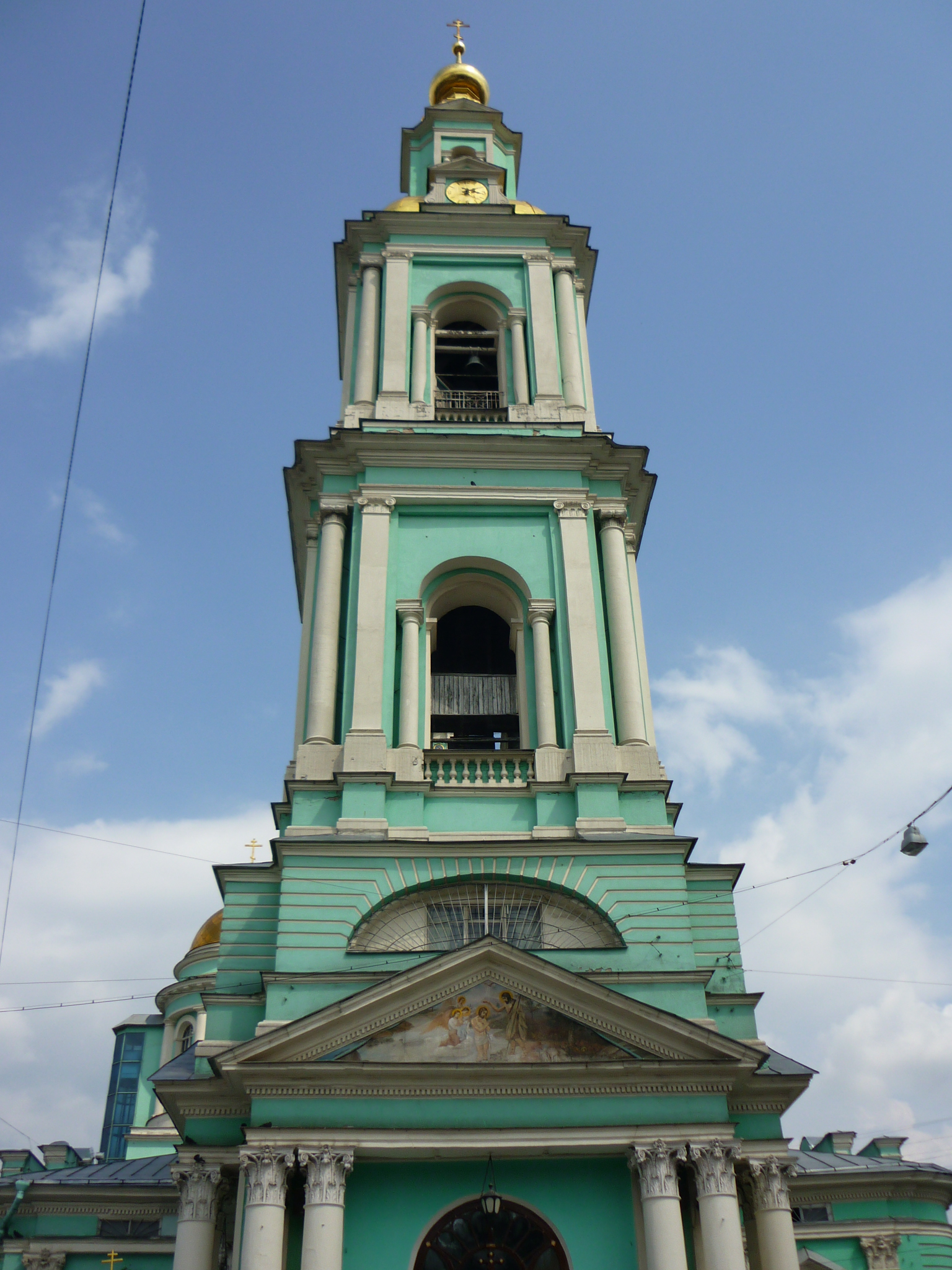
Campanario